# Округ Изабела (Мичиген)
Изабела (енгл. Isabella County) је округ у америчкој савезној држави Мичиген.

## Демографија
По попису из 2010. године број становника је 70.311, што је 6.96 (11,0%) становника више него 2000. године.
| Група             | 2000.          | 2010.          |
| Белци             | 57.294 (90,4%) | 61.514 (87,5%) |
| Афроамериканци    | 1.224 (1,9%)   | 1.676 (2,4%)   |
| Азијати           | 886 (1,4%)     | 1.148 (1,6%)   |
| Хиспаноамериканци | 1.419 (2,2%)   | 2.197 (3,1%)   |
| Укупно            | 63.351         | 70.311         |